# Jeżycjada

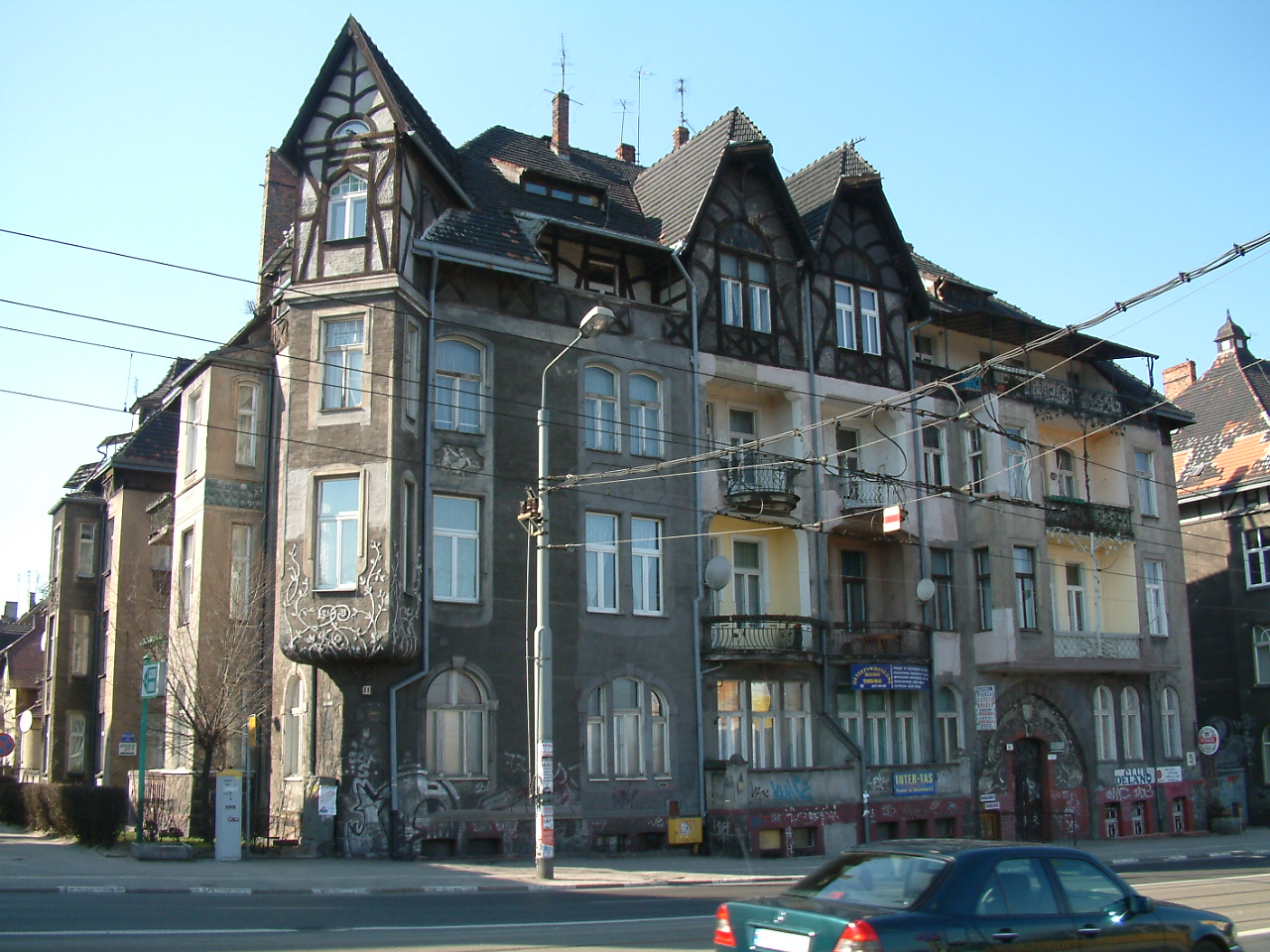
Secesyjno-eklektyczny dom z pocz. XX w. przy ul. F. D. Roosevelta 5, miejsce, gdzie mieszkać mają Borejkowie

Jeżycjada – cykl powieści dla młodzieży autorstwa Małgorzaty Musierowicz. Jego nazwa pochodzi od poznańskiej dzielnicy Jeżyce. Nazwę wymyślił profesor Zbigniew Raszewski, teatrolog, wielbiciel serii i przyjaciel pisarki. Ukuł termin żartobliwie nawiązując do Iliady (pieśni o Ilionie/Troi), a samą autorkę powieści osadzonych w poznańskiej dzielnicy nazywając w listach "Homerem Jeżyc". 
Akcja niemal wszystkich książek z cyklu odgrywa się w Poznaniu. Musierowicz nawiązuje do rzeczywistych miejsc (w samym Poznaniu np. ul. Roosevelta, ul. Słowackiego, Most Teatralny, ale też innych miejscowościach np. ul. Podmurna w Toruniu czy kościół pw. św. Mikołaja w Wierzenicy), a także zdarzeń (np. robotnicze demonstracje w czerwcu 1956, stan wojenny i internowania 1981-82, milenijny sylwester roku 2000, wejście Polski do Unii Europejskiej w maju 2004) i postaci (politycy, duchowni, naukowcy, twórcy kultury). 
Trzon Jeżycjady stanowią losy rodziny Borejków, mieszkającej w stuletniej kamienicy przy ulicy Roosevelta. Każdy tom poświęcony jest jednej osobie, choć zwykle jest sporo nawiązań do innych postaci. Akcja książki zazwyczaj rozgrywa się w ciągu kilku dni lub tygodni. Choć poszczególne tomy są niezależne od siebie i można je czytać oddzielnie, to jednak wiele aluzji i odniesień trudno zrozumieć bez uprzedniego zaznajomienia się z poprzednimi częściami. Pewien wpływ na ostateczne rozwiązania fabularne podejmowane przez autorkę mieli korespondujący z Musierowicz pisarze i teoretycy literatury, m.in. Zbigniew Raszewski oraz Czesław Miłosz. Powieści z cyklu Jeżycjada mają charakter intertekstualny, nawiązując także do innych tekstów kultury: popularnej i wysokiej, utworów literackich, w tym tekstów filozoficznych, dzieł muzycznych, filmowych.
Kolejne tomy Jeżycjady w tradycyjnej postaci książki papierowej ukazywały się w kilku wydawnictwach. Początkowo, od 1977 w wydawnictwie Nasza Księgarnia, od 1992 wydawnictwie Bestseller, od 1993 wydawnictwie Akapit Press. Od 2022 wydawnictwo Labreto, należące do Legimi, w porozumieniu z pisarką rozpoczęło przygotowania całej serii w postaci e-booków, następnie odczytywanych przez Musierowicz audiobooków i połączonych synchrbooków. W 2024 pisarka obwieściła, że od kwietnia cała Jeżycjada w formie książkowej (papierowej) ukazywać się będzie wyłącznie w wydawnictwie Labreto. Z okazji 50-lecia cyklu w 2025 wszystkie jej części przygotowano w nowej, ujednoliconej, rozszerzonej jubileuszowej oprawie edytorskiej, pod skrzydłami wydawnictwa Labreto.
Książki z cyklu przetłumaczono na kilkanaście języków. Noelka została uznana za książkę roku 1992 przez polską sekcję IBBY. Kwiat kalafiora został wpisany na Międzynarodową Listę Honorową im. H. Ch. Andersena. Na podstawie Idy sierpniowej i Kwiatu kalafiora nakręcono film ESD. Powstała również filmowa adaptacja Kłamczuchy.
Wśród adaptacji teatralnych, spektakli inspirowanych Jeżycjadą można wymienić m.in. przedstawienie Teren Badań: Jeżycjada w reżyserii Weroniki Szczawińskiej, z 2014, otwierający cykl "My, mieszczanie", we współpracy Komuny//Warszawa z Centrum Kultury Zamek w Poznaniu. W 2025 roku wystawiono spektakl Szósta klepka w reżyserii Łukasza Chrzuszcza, przy udziale Studio Sztuki Teatralno-Aktorskiej STA, Teatru Nowego. 
1 marca 2019 roku autorka serii ogłosiła zakończenie cyklu Jeżycjady na 22. powieści, Ciotce Zgryzotce – następna w kolejności powieść nosząca tytuł Chucherko po publikacji przewidzianej na 2020 rok ma rozpocząć nową serię zwaną Bukoliadą, pozostającą jednak pełną kontynuacją uniwersum Jeżycjady – historii rodziny Borejków po przeprowadzce z poznańskich Jeżyc pod Kostrzyn.

## OJeżycjadzie
Ukazały się następujące pozycje piśmiennicze traktujące o Jeżycjadzie:
- Zbigniew Raszewski, Listy do Małgorzaty Musierowicz,
- Między Bambolandią i Jeżycjadą: Małgorzaty Musierowicz makro- i mikrokosmos – praca zbiorowa naukowców Uniwersytetu Śląskiego, pod red. Krystyny Heskiej-Kwaśniewicz, przy wspólpr. Anny Gomóły,
- Krzysztof Biedrzycki Małgorzata Musierowicz i Borejkowie,
- Marek Kątny, "Kłamczucha" i Kwiat kalafiora" Małgorzaty Musierowicz,
- Kinga Czachowska, Dorota Szczerba, Poznań Borejków spacer z bohaterami powieści Małgorzaty Musierowicz
- Halina Maczunder, Humor i komizm językowy w wybranych powieściach Małgorzaty Musierowicz,
- Anna Gomóła, Saga rodu Borejków. Kulturowe aspekty Jeżycjady,
- Moja Musierowicz. O twórczości autorki „Jeżycjady”, pod red. Przemysława Dakowicza, Wyższej Szkoły Humanistyczno-Ekonomicznej w Łodzi,
- Małgorzata Musierowicz, Emilia Kiereś, Na Jowisza! Uzupełniam Jeżycjadę
- Małgorzata Musierowicz, Emilia Kiereś, Na Jowisza! 2 – Nadal uzupełniam Jeżycjadę

Cennym źródłem informacji na temat cyklu jest autorski blog, portal internetowy, który Małgorzata Musierowicz prowadzi od czerwca 2008 we współpracy ze swoją córką Emilią Kiereś ("Adminkiem") pod nazwą "Oficjalna strona Małgorzaty Musierowicz". Zasób znajduje się pod adresem www.musierowicz.com.pl. O Jeżycjadzie przeczytać można we wpisach autorki w dziale "Aktualności" (ostatni wpis Musierowicz z 2 kwietnia 2024) oraz na forum "Księga Gości" w zapisie dyskusji "Autorki" - "MałgM" z odwiedzającymi forum "Kochanymi Czytelniczkami-KC" i "Drogimi Czytelnikami-DC", tworzących razem społeczność "Księgowych", "Ludu Księgi" (ostatni wpis "MałgM" z 27 października 2023; dostępny zapis archiwalny forum od 28 sierpnia 2020).
Bibliografia pozycji zwartych i artykułów publikowanych w periodykach aktualizowana jest na bieżąco na oficjalnej stronie internetowej pisarki. 

## TomyJeżycjady
1975: Małomówny i rodzina
1. 1977: Szósta klepka
2. 1979: Kłamczucha
3. 1981: Kwiat kalafiora
4. 1981: Ida sierpniowa
5. 1986: Opium w rosole
6. 1990: Brulion Bebe B.
7. 1992: Noelka
8. 1993: Pulpecja
9. 1993: Dziecko piątku
10. 1994: Nutria i Nerwus
11. 1996: Córka Robrojka
12. 1998: Imieniny
13. 1999: Tygrys i Róża
14. 2002: Kalamburka
15. 2004: Język Trolli
16. 2005: Żaba
17. 2006: Czarna polewka
18. 2008: Sprężyna
19. 2012: McDusia
20. 2014: Wnuczka do orzechów
21. 2015: Feblik
22. 2018: Ciotka Zgryzotka

## Postacie

### Rodzina Borejków
Ignacy Borejko: jest seniorem rodu. Urodzony w 1935 roku. Z wykształcenia filolog klasyczny i bibliotekoznawca. Podobnie jak cała rodzina, jest zapalonym miłośnikiem książek. Cechuje go erudycja, często posługuje się zwrotami łacińskimi, krzewiąc w córkach, wnukach, wnuczkach, prawnuczce i prawnuku miłość do tego języka. Wyznaje i praktykuje stoicyzm. Zwykle zatopiony w filozoficznych rozważaniach, łagodny, dowcipny i spokojny. Stanowi wzór dla wszystkich członków rodziny.
Melania (Mila) Borejko (Kalemba): urodzona 31 grudnia 1935 roku żona Ignacego. Z wykształcenia ekonomistka, na co dzień zajmuje się korektami dla wydawnictw; pisze książki. Energiczna, zdecydowana i nierzadko despotyczna, w rzeczywistości wrażliwa i troskliwa. Jest podporą dla całej rodziny. Pod pseudonimem Kal Amburka pisze znane sztuki (m.in. Czarną sukienkę i Wieczór prezydencki) wystawiane w teatrach. Córka Zuzanny i Władysława Makowskich, którzy zginęli podczas II wojny światowej (w 1940 roku), wychowana przez Gizelę Kalembę. Główna bohaterka Kalamburki
Gabriela Stryba (de domo Borejko, primo voto Pyziak): urodzona 15 października 1961 roku najstarsza córka Mili i Ignacego, żona kolejno Janusza i Grzegorza. Ma trójkę dzieci: Różę i Laurę (z Januszem) oraz Ignacego Grzegorza (ze związku z Grzegorzem). Gabriela jest pełna humoru, energiczna i silna psychicznie; wierzy w nieograniczoną moc ludzkiego dobra, jest życzliwa, pomocna i zdecydowana. Jest główną bohaterką książki Kwiat kalafiora.
Ida Pałys (de domo Borejko): urodzona 15 marca 1964 roku druga córka Ignacego i Mili. Laryngolożka. Żona Marka, mama Józefa, Łucji i Kazimierza. Charyzmatyczna i wybuchowa, ma skłonności do wyolbrzymiania problemów i histerii, znana z ciętego języka, często nietaktowna, ale pomocna. Ma niezłomny charakter i niespożytą chęć niesienia pomocy. Główna bohaterka Idy sierpniowej.
Natalia (Nutria) Rojek (de domo Borejko): trzecia córka Ignacego i Mili. Urodzona w 1971 roku. Żona Roberta Rojka, zwanego Robrojkiem, matka Szymona i Jędrzeja. Nauczycielka języka polskiego w liceum. Cicha, rozmarzona, zamknięta w sobie; wegetarianka. Wrażliwa i delikatna, potrafi jednak wybuchnąć w najmniej spodziewanym momencie, jeśli ktoś stara się ją do czegoś zmusić. Występuje jako główna postać w Nutrii i Nerwusie.
Patrycja (Pulpecja) Górska (de domo Borejko): urodzona 11 kwietnia 1973 roku najmłodsza córka Borejków. Żona Floriana (Baltony), matka Anny i Nory. Słodka, spokojna i pogodna, zakochana w mężu. Jest bohaterką książki Pulpecja.
Róża (Pyza) Schoppe (de domo Pyziak): urodzona w listopadzie 1981 roku córka Gabrieli i Janusza Pyziaka, najstarsza wnuczka Ignacego i Mili. Żona Fryderyka Schoppe, matka Melanii i Karola. Główna postać powieści Imieniny.
Laura (Tygrysek) Fidelis (de domo Pyziak): urodzona 10 grudnia 1984 roku młodsza córka Gabrieli i Janusza Pyziaka. Żona Adama Fidelisa. Matka Juliusza. Jest główną bohaterką Tygrysa i Róży i po części Czarnej polewki.
Ignacy Grzegorz Stryba: urodzony w styczniu 1994 roku syn Gabrieli i jej drugiego męża, Grzegorza Stryby. Mąż Agnieszki, ojciec Nory Róży. Student historii sztuki. Młodociany intelektualista, sypie łacińskimi cytatami. Wygrywa wszystkie olimpiady i konkursy. Ciężko przeżywa okres dorastania. Jest głównym bohaterem powieści Czarna Polewka i Feblik.
Józef Pałys:urodzony w listopadzie 1994 roku syn Idy i Marka, mąż Doroty. Kapitan podwórkowej drużyny futbolowej. Małomówny, poważny, wnikliwy obserwator. Główny bohater Języka Trolli i po części Ciotki Zgryzotki. 
Łucja Pałys: urodzona 1 sierpnia 1998 roku córka Idy i Marka. Studentka japonistyki, zakochana w Jacku Tanace. Jako dziecko inteligentna i spostrzegawcza, zadająca dużo ważnych pytań. Chce zostać sprężyną wydarzeń (łac. spiritus movens). Główna bohaterka Sprężyny.
Anna Górska: urodzona 1 sierpnia 1998 roku córka Patrycji i Floriana Górskich. Kuzynka i przyjaciółka Łusi, z którą studiuje japonistykę.
Szymon Rojek: urodzony w lutym 2000 roku syn Natalii i Roberta Rojków.
Jędrzej (Jędrek) Rojek: urodzony w lipcu 2002 roku młodszy brat Szymona.
Nora Górska: urodzona w 2002 roku najmłodsza córka Patrycji i Floriana Górskich. Bohaterka Ciotki Zgryzotki.
Kazimierz (Ziutek) Pałys: urodzony w 2007 roku syn Idy i Marka Pałysów.
Milena Schoppe: urodzona 13 czerwca 2004 roku córka Róży i Fryderyka Schoppe.
Karol Schoppe: urodzony w 2010 roku, syn Róży i Fryderyka Schoppe.

### Pozostali
Robert (Robrojek) Rojek: ojciec Arabelli (z pierwszego małżeństwa), Szymona i Jędrzeja, mąż Natalii. Charakteryzuje go pogodne usposobienie, poczucie humoru i pracowitość. W młodości bez wzajemności zakochany w Anieli.
Florian (Baltona, Bobcio) Górski: mąż Patrycji, ojciec Anny i Nory. W młodości zamierzał dostać się do szkoły plastycznej, miał oryginalny image i własną kwiaciarnię. Można o nim przeczytać głównie w Szóstej klepce (mały Bobcio) i Pulpecji.
Grzegorz Stryba: matematyk, samotnik wychowujący dorastającą córkę Elkę (Noelka), znajduje szczęście u boku Gabrysi, zostaje ojcem Ignacego Grzegorza. Syn Metodego.
Marek Pałys: lekarz neurochirurg, mąż Idy, ojciec Józefa, Łucji i Kazimierza, syn Moniki.
Janusz Pyziak: w liceum – notoryczny podrywacz, potem – nieodpowiedzialny pierwszy mąż Gabrysi, zostawia ją z dwójką dzieci, prawdopodobnie zakłada nową rodzinę w Australii.
Aniela (Kłamczucha) Żeromska (de domo Kowalik): aktorka Teatru Eksperymentalnego. Żona Bernarda, matka bliźniaków: Piotra i Pawła Słynie z ciętego języka, skłonności do teatralnych gestów i przesady. Główna bohaterka Kłamczuchy.
Bernard Żeromski: artysta plastyk, mąż Anieli, ojciec Piotra i Pawła. Roztrzepany i wesoły filozof, potrafi jednak być męczącym towarzyszem i trudno się go pozbyć.
Paweł Żeromski: syn Bernarda i Anieli Żeromskich, brat Piotra (bliźniak jednojajowy). Jest raczej małomówny i skryty, ubiera się na czarno.
Piotr Żeromski: brat Pawła, od brata różni go gadatliwość i pogodne usposobienie.
Adam Fidelis: polonista, mąż Laury. Ojciec Juliusza.  Syn właściciela sklepu ogrodniczego „Daglezja” w Kostrzynie.
Fryderyk Schoppe: mąż Róży, ojciec Mili i Karola. Brat Wolfiego (Wolfganga Amadeusza) i Hildegardy (Żaby).
Celestyna (Cesia, Cielęcina) Hajduk (de domo Żak): główna bohaterka pierwszej części cyklu, Szóstej klepki, kuzynka Floriana, żona Jerzego Hajduka, matka trójki dzieci, przyjaciółka Anieli oraz Danuty Filipiak, wychowanka prof. Dmuchawca. Mieszkała przy ulicy Słowackiego w domu z wieżyczką.
Aurelia (Genowefa Pompke, Lompke, Bombke itp.) Bitner (de domo Jedwabińska): urodzona ok. 1976/1977 r., żona Konrada, matka Gabrysi i Janeczki. Jako mała dziewczynka odwiedzała różne domy, przychodząc „na obiadek”. W ten sposób zyskała sobie sympatię Borejków i innych mieszkańców Roosevelta. Szczególnie zaprzyjaźniona z Kreską. Cicha, wrażliwa i zamknięta w sobie. Główna bohaterka: Dziecka piątku i po części Opium w rosole.
Janina (Kreska) Ogorzałka (de domo Krechowicz): urodzona ok. 1966/1967 r., żona Macieja, matka Katarzyny, Marii i Magdaleny. Sympatyczna, wesoła i pomocna. Wychowywał ją dziadek – prof. Dmuchawiec. Do Poznania przyjechała z Wrocławia. Główna bohaterka Opium w rosole.
Beata (Bebe) Kordiałek (de domo Bitner): żona Damazego Kordiałka, córka aktorki Józefiny, siostra Konrada. Główna bohaterka powieści Brulion Bebe B.
Elżbieta (Elka) Kowalik (de domo Stryba): córka Grzegorza z pierwszego małżeństwa, żona Tomka. Główna bohaterka Noelki
Arabella (Bella) Majchrzak (de domo Rojek): córka Roberta Rojka z pierwszego małżeństwa. Blondynka o trzeźwym i praktycznym spojrzeniu na świat. Dzięki ojcu ma zamiłowanie do majsterkowania. Żona Cezarego Majchrzaka. Poświęcony jest im tom Córka Robrojka.
Hildegarda (Żaba) Schoppe: siostra Fryderyka i Wolfganga, tytułowa bohaterka powieści Żaba.
Magdalena Ogorzałka: urodzona 8 marca 1992 roku, siostra-bliźniaczka Marii, córka Kreski i Maćka Ogorzałków, prawnuczka Dmuchawca, do którego przyjechała w 2008. Główna bohaterka McDusi.
Dorota Pałys (de domo Rumianek): urodzona w 1996 roku, żona Józefa, studentka medycyny. Pragmatyczka i realistka, ale obdarzona intuicją. Główna bohaterka Wnuczki do orzechów.
Agnieszka Stryba (de domo Żyra): urodzona w 1994 roku, malarka, studentka Akademii Sztuk Pięknych. Żona Ignacego Grzegorza, matka Nory Róży. Siostra Tekli. Poświęcona jej jest powieść Feblik.
Nora Róża Stryba: urodzona 9 września 2017 roku, córka Ignacego Grzegorza i Agnieszki Strybów.

### Inne postacie
- Gizela Kalemba – urodzona w 1917 roku, przybrana matka Mili Borejko, krawcowa.
- Hanna Borejko – matka Ignacego i Józefa.
- Józef Borejko – brat Ignacego Borejki, chemik.
- Felicja Borejko – żona Józefa Borejki.
- Joanna Borejko – córka Józefa i Felicji Borejków; kuzynka Gabrieli, Idy, Natalii i Patrycji.
- Józefina Bitner – matka Konrada i Beaty Bitner; aktorka; daleka kuzynka Anieli.
- Damazy (Dambo) Kordiałek – przyjaciel i uczeń Bernarda Żeromskiego, później mąż Beaty Bitner, nauczyciel historii w liceum.
- Konrad (Kozio) Bitner – brat Beaty Bitner, mąż Aurelii, ojciec Gabrysi i Janeczki, scenograf.
- Gabrysia Bitner – córka Aurelii i Konrada, urodzona w 2004 r.
- Ewa Jedwabińska (z domu Marcinkowska) – nauczycielka matematyki i wicedyrektor w liceum, wychowawczyni Kreski i Jacka Lelujki, matka Aurelii, była żona Eugeniusza.
- Jerzy Hajduk – mąż Cesi z Żaków, fizyk, dyrektor liceum.
- profesor Czesław Dmuchawiec – dziadek Kreski, nauczyciel polskiego.
- Monika Pałys (z domu Kałużna) – urodzona 16 czerwca 1935 roku, matka Marka, przyjaciółka Mili z dzieciństwa i lat szkolnych.
- Leonia (Lonia) – przyjaciółka Mili ze studiów.
- Stefania Majewska – nauczycielka Mili i Moniki.
- Maciej Ogorzałka – mąż Kreski, architekt.
- Katarzyna Ogorzałka – najstarsza córka Kreski i Maćka Ogorzałków, ma kłopoty ze wzrokiem.
- Maria Ogorzałka – urodzona 8 marca 1992 roku córka Kreski i Maćka Ogorzałków, siostra-bliźniaczka Magdaleny.
- Stanisława Trolla – przyjaciółka Józinka, studentka medycyny. Główna bohaterka Języka Trolli.

## Znak towarowy
W 2015 r. Sąd Rejonowy w Poznaniu wydał decyzję o zastrzeżeniu terminu „Jeżycjada” jako zarejestrowanego znaku towarowego, którego użytkowanie bez zezwolenia Małgorzaty Musierowicz jest nielegalne.

## Upamiętnienie
W Poznaniu można wziąć udział w spacerach tematycznych i wycieczkach po miejscach związanych z Jeżycjadą, organizowanych np. przez Grupę Przewodników PoPoznaniu.pl. W 2020 roku powstała również gra terenowa Jeżyckimi śladami Małgorzaty Musierowicz, jako jeden z dostępnych bezpłatnie Wielkopolskich Questów, które przyciągają do atrakcji turystycznych Poznania.
W 2007 roku rozważano upamiętnienie bohaterów Jeżycjady w nazewnictwie miejskim Poznania. Rozpatrywano nazwanie uliczki/skwerku przy Teatrze Nowym imieniem Rodziny Borejków. Alternatywą, która ziściła się ostatecznie, m.in. po zabraniu głosu przez autorkę cyklu, stał się patronat Krystyny Feldman.
Latem 2023 roku na ścianie budynku przy ul. Słowackiego 62 w Poznaniu powstał mural zainspirowany Jeżycjadą, przedstawiający członków rodziny Borejków i inne postacie na tle ich kamienicy (znajdującej się przy ul. Roosevelta 5). Zaprojektował go Radosław Barek, wykładowca Politechniki Poznańskiej i założyciel stowarzyszenia Wędrowni Architekci, znany też z muralu Opowieść śródecka z trębaczem na dachu i kotem w tle przy ul. Śródka 3. Projekt ten zrealizowali artyści i artystki ze studia MUR ALL, dzięki wsparciu finansowemu poznańskiej cyfrowej biblioteki Legimi (która nagrała audiobooki Jeżycjady czytane przez autorkę) i związanego z nią wydawnictwa oraz udostępnieniu przez miasto Poznań ściany tego budynku.

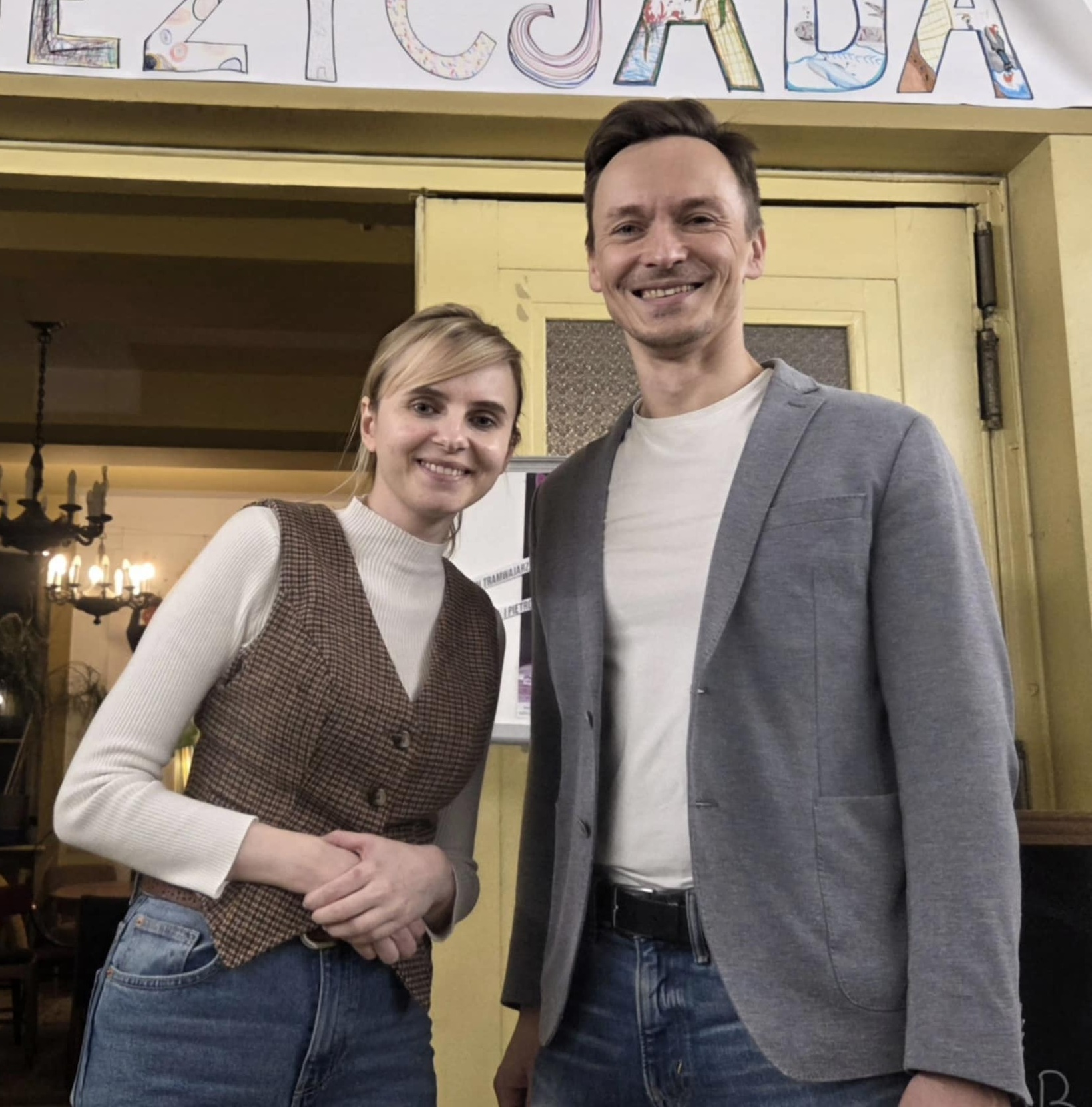
Aleksandra Biszczad (założycielka klubu fanów Małgorzaty Musierowicz, główna organizatorka uroczystości) oraz Michał Jasiński (reprezentujący zespół Domu Tramwajarza) podczas głównego wydarzenia 3-dniowych obchodów 50-lecia "Jeżycjady" (7-9 marca 2025 r.): spotkanie fanów w Domu Tramwajarza (8 marca)

Z okazji 50-lecia Jeżycjady, w 2025 roku Aleksandra Biszczad (założycielka klubu fanów Jeżycjady) zorganizowała z wydawnictwem Labreto (publikującym od kwietnia 2024 książki Musierowicz) 3-dniowe uroczystości rocznicowe, we współpracy z biblioteką Legimi, Międzynarodowymi Targami Poznańskimi (w ramach Poznańskich Targów Książki), Biblioteką Raczyńskich, Wojewódzką Biblioteką Publiczną i Centrum Animacji Kultury, Radą Jeżyc, Ośrodkiem Doskonalenia Nauczycieli w Poznaniu, Fundacją Powszechnego Czytania, wspólnotą edukatorów Ratownicy Czytelnictwa, Poznańską Lokalną Organizacją Turystyczną, Studiem Sztuki Teatralno-Aktorskiej STA, Domem Tramwajarza i Drukarnią Abedik. Wydawnictwo Labreto opublikowało okolicznościowy filmik- odcinek magazyny Prolog poświęcony Jeżycjadzie i Małgorzacie Musierowicz, fikcyjny biuletyn Kurier Jeżycki z grą miejską śladami Jeżycjady po Jeżycach. W ramach obchodów jubileuszowych zrealizowano spektakl teatralny Szósta klepka w reżyserii Łukasza Chrzuszcza. To pierwsza z dwóch części poznańskiej adaptacji literackiego pierwowzoru. W Szóstej klepce wystąpią studenci i studentki poznańskiego Studio Sztuki Teatralno-Aktorskiej STA oraz aktorzy Teatru Nowego.